# Cochranella megista
Cochranella megista är en groddjursart som först beskrevs av Juan A. Rivero 1985.  Cochranella megista ingår i släktet Cochranella och familjen glasgrodor. IUCN kategoriserar arten globalt som nära hotad. Inga underarter finns listade i Catalogue of Life.